# Xhol Caravan
Xhol Caravan est un groupe de rock allemand, originaire de Wiesbaden. Il est d’abord connu sous le nom Soul Caravan puis finalement sous le nom Xhol, et devient l’un des premiers groupes à participer au lancement du mouvement krautrock en Allemagne. Leur style musical mêle des genres variés qui la rend difficile à classer. Le groupe se sépare en 1972.

## Biographie

### Soul Caravan
Le groupe est formé à Wiesbaden, au début de 1967 par Tim Belbe au saxophone, Hansi Fischer au saxophone et à la flute, et Klaus Briest à la basse ; et trois américains (Gilbert « Skip » van Wyck à la batterie, et James Rhodes et Ronnie Swinson au chant). À cette période, le groupe est nommé Soul Caravan. À leurs débuts, Xhol Caravan combinent des éléments de rhythm and blues et soul.
Leur premier album, Get in High, sorti en décembre 1967 sur le label CBS. Il caractérise le premier style soul du groupe, et comprend une reprise du morceau Shotgun de Junior Walker and the All Stars accompagné de morceaux originaux à tendances afro-américaines comme Kerd-I-Wai (African Song) et So Much Soul. Les albums live Soul Caravan: Live 1969, Altena 1969, et Xhol 1970 mettent en avant ce style de RnB.

### Xhol Caravan
Leur deuxième opus, Electrip, est publié deux ans plus tard, en 1969, sur le label Hansa. À cette occasion, le groupe change de nom pour Xhol Caravan, et se consacre désormais à un style plus jazz. C’est à partir de ce moment qu’ils commencent à trouver leur propre style : une fusion originale de free jazz, de rock psychédélique et d’expérimentations électroniques. Très dynamique, leur jazz rock peut être comparé à l’esprit de la soul psychédélique de Soft Machine. Cependant, leur usage inhabituel d’instruments et de sonorités électroniques fait d’eux un groupe véritablement unique.  Rhodes quitte le groupe en août 1969, suivi de Funk, laissant Xhol Caravan sans guitariste. Van Wych est recruté au chant.

### Xhol
Après Electrip, Xhol Caravan poursuit son aventure musicale avec la sortie de deux albums de free-jazz rock, sur le label Ohr/Metronome et avec un nouveau nom, Xhol.
Hau-RUK est un ensemble d’improvisations électroniques jazz. Leur dernier album studio, Motherfuckers GmbH & Co. KG, enregistré en 1970 n’est sorti qu’en 1972. On y retrouve une fusion de blues, de krautrock et de jazz mais il est moins abordable, plus cosmique et plus avant-gardiste que ses prédécesseurs.
Le groupe se sépare en avril 1972. Quelques enregistrements sont effectués en 1974 par Belbe, Öcki, Van Wych, et Fischer ; l'un d'entre eux deviendra un morceau bonus accompagnant la réédition de Hau-RUK. Belbe, Fischer, et Briest jouent quelques concerts de réunion à la fin des années 1990 et au début des années 2000 avant le décès de Belbe en août 2004.

## Membres
- Tim Belbe - saxophone
- Gilbert « Skip » van Wych III - batterie, percussions
- Klaus Briest - basse
- Hansi Fischer - flute, saxophone (1967–1970)
- Gerhardt Egmont « Öcki » Von Brevern - orgue Hammond (1969–1972)
- James Rhodes - chant (1967–1969)
- Ronnie Swinson - chant (1967–1968)
- Werner Funk - guitare électrique (1967–1969)

## Discographie
- 1967 : Get in High (sous le nom de Soul Caravan)
- 1969 : Electrip
- 1970 : hau-RUK (sous le nom de Xhol)
- 1972 : Motherfuckers GmbH & Co. KG (sous le nom de Xhol)
- 1999 : Motherfuckers Live
- 2004 : Talking to My Soul
- 2006 : Altena 1969
- 2006 : Soul Caravan Live 1969 (sous le nom de Soul Caravan)
- 2006 : Altena 1970 (sous le nom de Xhol)